# Franca di Rienzo
Franca di Rienzo, également connue sous son nom d'épouse Franca Chevallier, est une chanteuse française d'origine italienne née le 11 décembre 1938 à Borgosesia (Italie).

## Biographie
Franca di Rienzo fait ses débuts professionnels comme chanteuse dans des dancings et clubs de jazz de Turin et Milan, puis Genève.
Elle représente la Suisse au Concours Eurovision de la chanson 1961 avec la chanson Nous aurons demain et se classe troisième.
En 1963, elle représente à nouveau la Suisse, cette fois au concours international de chanson de Sopot en Pologne, avec entre autres une chanson de son mari Christian Chevallier. Elle devient ensuite la chanteuse du groupe folk français Les Troubadours, avant d'enregistrer des disques de contes et deux albums de chansons pour enfants, toujours sur des musiques de Christian Chevallier. Plusieurs disques sont publiés sous son propre nom.
Elle joue le rôle de Marie-Antoinette d'Autriche  dans l'opéra-rock français La Révolution française en 1973.
Elle y interprète la chanson Au petit matin qui reflète l'état d'esprit dans lequel se trouvait la reine à quelques heures de son exécution. Dans la version française de Robin des Bois (Disney), elle interprète la chanson Hier, deux enfants.